# Йонатан Ратош
Йонатан Ратош (ивр. יונתן רטוש‎) — израильский поэт.

## Биография
Настоящее имя Ратоша было Уриель Шелах (при рождении Гейльперин). Ратош родился в Варшаве в сионистской семье. Его отец, Иехиель Гейльперин (1880—1942), уроженец Прилук и детский поэт, был глубоким знатоком еврейской культуры и воспитывал Уриеля и его сводных братьев (включая языковеда Узи Орнана) на иврите.
В 1921 году Уриель переехал в Палестину, являвшуюся тогда английским протекторатом, чтобы учиться в Иерусалимском еврейском университете. Приняв псевдоним Йонатан Ратош, он начал сочинять стихи, которые «разрывали на части» устоявшиеся стилевые, языковые, культурные условности (его псевдоним происходит от ивр. ריטש — букв. «разорвать в клочки»). В конце 20-х годов, Ратош примкнул, уже под своей настоящей фамилией (Гейльперин), к движению ревизионистского сионизма. В кругах этого движения он стал близок к и Аврааму Штерну. Будучи талантливым писателем, Гальперин стал издавать официальный журнал ревизионистского сионизма — «Ба-Херев» (בחרב, «Мечом»).
В 1937 году, в связи с крайними политическими взглядами Гейльперина, Жаботинский понизил его в должности. Разуверившись в силе ревизионистского движения, Ратош уехал в Париж, чтобы встретиться там с другим своим соратником по Иргуну, так же как он разочаровавшимся в возможностях и перспективах движения — филологом по семитским языкам Адией Гуревичем. Гейльперин с Гуревичем разработали идею о «новом еврейском самосознании», совмещая свою прежнюю политическую веру с новым историческим опытом. По их мнению, израильский народ являлся только частью некоей более сложной еврейской цивилизации, сплочённой происхождением и языком Ханаана. С наступлением Второй Мировой, Гуревич уехал в Америку, а Гейльперин вернулся в Палестину, где начал писать для газеты Хаарец уже под псевдонимом Ратош.
В одной статье, опубликованной в 1943 году и озаглавленной «Ктав эль а-Ноар а-Иври» (כתב אל הנער העברי, «Послание к еврейской молодёжи»), Гальперин-Ратош представил свои новые взгляды ивритоязычным читателям. Эта статья, как и другие, призывала израильское общество отречься от своего тесного национального «мирка» и приобщиться к более мощной еврейской многонациональной цивилизации. Многие сабры и репатрианты доброжелательно относились к таким взглядам, ибо после трагедии Холокоста разочаровались в единстве еврейства, чувствуя себя отделёнными от всемирного еврейства и способными ладить с массой вновь прибывших из европейских стран соплеменников. Эта часть общества, составленная главным образом из представителей молодого поколения, стала известна как «ханаанейцы», благодаря меткому и ироническому определению издателя газеты Хаарец Авраама Шлёнского.
Пытаясь собрать вокруг себя сторонников, Ратош основал в 1950 году журнал «Алеф». Журнал издавался всего несколько лет: «ханаанейцы» так и не стали массовым движением, но оказали глубокое влияние на культуру израильского государства. После Шестидневной войны Ратош продолжал издавать свои стихи и в тот период времени стал вдохновителем израильской идеологии.
Ратош умер в 1981 году. Среди его сыновей — математик и лауреат Государственной премии Израиля Сахарон Шелах. Его внук — израильский радикал Оз Шелах.